# いっちゃん☆KNB
『いっちゃん☆KNB』（いっちゃん☆ケイエヌビー、通称：いっちゃん）は、北日本放送（KNBテレビ）で2007年4月2日から放送されている夕方ワイド番組である。

## 概要
北日本放送は、試験的に毎週火曜日に限定してローカル番組を復活、『相本商店テレビ支店 小林でスミマセン』（16:22 - 16:50）を2006年11月7日から2007年3月20日まで放送した。
そして同年4月2日より、1年ぶりに帯の夕方ワイド番組を復活。放送開始を16:25としている。当初は17時台にも一部ローカル枠を設けていたが、2008年10月より天気予報を除き17時台もフルネットとなった。後に天気予報の他に18時台のニュースのラインナップを紹介するようになった。
18時台は「KNB news every.」というサブタイトルが付いており「コンプレックス」の体裁になっている。
番組タイトルの「いっちゃん」は「一番」が訛った「いっちゃん」と北日本放送のアナログテレビ本局が1ch、ならびに地上デジタルテレビジョン放送のリモコンキーIDが1であることからの「1チャンネル」を略した「1チャン」を掛けている。
2011年4月4日からは独自の番組テーマソング（「いつも、いっちゃん!」）を使用、作詞・作曲は高原兄、歌はTomomi。
2017年11月10日は10周年記念スペシャルとして19:56まで拡大放送された。そのため、その日放送の『沸騰ワード10』は11月12日12:00に録画という形で振替放送を行った。
2020年10月29日、放送3000回を迎えた。
2021年3月31日から、スタジオセットや字幕スーパーがリニューアルされた。
2022年4月4日から、番組ロゴを一新し放送時間を拡大、午後3時48分からの放送になった。
番組のキャッチコピーは、「今日より明日　富山がもっとスキになる」である。

## 放送時間
全て日本時間（JST）で記す。
| 期間      | 期間      | 放送時間（JST）             | ローカル枠                                         |
| --------- | --------- | --------------------------- | -------------------------------------------------- |
| 2007.4.2  | 2017.3.31 | 16:25 - 18:55（150分）      | 16:25 - 16:53（28分） 18:15 - 18:55（40分）        |
| 2017.4.3  | 2020.3.27 | 16:23 - 18:55（152分）      | 16:23 - 16:50（27分） 18:15 - 18:55（40分）        |
| 2020.3.30 | 2022.4.1  | 16:20 - 18:55（155分）      | 16:20 - 16:50（30分） 18:15 - 18:55（40分）        |
| 2022.4.4  | 2024.3.29 | 15:48.30 - 18:55（186.5分） | 15:48.30 - 16:50（61分30秒） 18:15 - 18:55（40分） |
| 2024.4.1  | 現在      | 15:48.30 - 18:55（186.5分） | 15:48.30 - 16:45（56分30秒） 18:15 - 18:55（40分） |

## 出演者
肩書きが無い者は全員北日本放送アナウンサー（出演当時含む）。
| 期間      | 期間       | 15時・16時台   | 15時・16時台  | 15時・16時台  | 15時・16時台  | 15時・16時台      | 15時・16時台      | 15時・16時台        | 15時・16時台        | 18時台                   | 18時台                   | 18時台     | 18時台         | 18時台          | 18時台     |
| 期間      | 期間       | MC             | MC            | MC            | MC            | MC                | MC                | MC                  | MC                  | MC                       | MC                       | MC         | フィールド     | フィールド      | スポーツ   |
| 期間      | 期間       | 男性           | 男性          | 男性          | 男性          | 女性              | 女性              | 女性                | 女性                | 男性                     | 男性                     | 女性       | フィールド     | フィールド      | スポーツ   |
| 期間      | 期間       | 月曜日・火曜日 | 水曜日        | 木曜日        | 金曜日        | 月曜日・火曜日    | 水曜日            | 木曜日              | 金曜日              | 月曜日 - 木曜日          | 金曜日                   | 女性       | 月曜日・火曜日 | 水曜日 - 金曜日 | スポーツ   |
| --------- | ---------- | -------------- | ------------- | ------------- | ------------- | ----------------- | ----------------- | ------------------- | ------------------- | ------------------------ | ------------------------ | ---------- | -------------- | --------------- | ---------- |
| 2007.4.2  | 2008.10.3  | 上野透         | 上野透        | 上野透        | 上野透        | 小林淳子          | 小林淳子          | 小林淳子            | 小林淳子            | 数家直樹                 | 数家直樹                 | 梅田恵子   | （不在）       | （不在）        | 三浦ちあき |
| 2008.10.6 | 2009.3.27  | 上野透         | 上野透        | 上野透        | 上野透        | 武部知春          | 武部知春          | 武部知春            | 武部知春            | 数家直樹                 | 数家直樹                 | 小林淳子   | （不在）       | （不在）        | 三浦ちあき |
| 2009.3.30 | 2010.3.26  | 荒瀬洋太       | 荒瀬洋太      | 荒瀬洋太      | 荒瀬洋太      | 武道優美子        | 武道優美子        | 武道優美子          | 武道優美子          | 数家直樹                 | 数家直樹                 | 小林淳子   | （不在）       | （不在）        | 三浦ちあき |
| 2010.3.29 | 2011.4.1   | 荒瀬洋太       | 荒瀬洋太      | 荒瀬洋太      | 荒瀬洋太      | 武道優美子        | 武道優美子        | 柴田泰佳            | 柴田泰佳            | 数家直樹                 | 数家直樹                 | 小林淳子   | 柳川明子       | 柳川明子        | 三浦ちあき |
| 2011.4.4  | 2012.3.30  | 上野透         | 上野透        | 上野透        | 上野透        | 武道優美子        | 武道優美子        | 柴田泰佳            | 柴田泰佳            | 数家直樹                 | 数家直樹                 | 小林淳子   | 柳川明子       | 柳川明子        | 三浦ちあき |
| 2012.4.2  | 2013.3.29  | 上野透         | 上野透        | 上野透        | 上野透        | 武道優美子        | 武道優美子        | 松平寛未            | 松平寛未            | 数家直樹                 | 数家直樹                 | 柳川明子   | （不在）       | （不在）        | 三浦ちあき |
| 2013.4.1  | 2013.12.27 | 上野透         | 上野透        | 上野透        | 上野透        | 武道優美子        | 武道優美子        | 松平寛未            | 松平寛未            | 数家直樹                 | 数家直樹                 | 柳川明子   | （不在）       | （不在）        | 川口智美   |
| 2014.1.6  | 2014.3.28  | 上野透         | 上野透        | 上野透        | 上野透        | 柴田泰佳          | 柴田泰佳          | 松平寛未            | 松平寛未            | 数家直樹                 | 数家直樹                 | 武道優美子 | （不在）       | （不在）        | 川口智美   |
| 2014.3.31 | 2015.3.27  | 上野透         | 上野透        | 上野透        | 上野透        | 舟本真理          | 柴田泰佳          | 柴田泰佳            | 柴田泰佳            | 数家直樹                 | 数家直樹                 | 武道優美子 | （不在）       | （不在）        | 川口智美   |
| 2015.3.30 | 2017.3.31  | 上野透         | 上野透        | 上野透        | 上野透        | 粟島佳奈子        | 柴田泰佳          | 柴田泰佳            | 柴田泰佳            | 数家直樹                 | 数家直樹                 | 武道優美子 | （不在）       | （不在）        | 中島凪     |
| 2017.4.3  | 2018.3.30  | 上野透         | 上野透        | 上野透        | 上野透        | 粟島佳奈子        | 柴田泰佳          | 柴田泰佳            | 柴田泰佳            | 数家直樹                 | 数家直樹                 | 武道優美子 | （不在）       | 粟島佳奈子      | 中島凪     |
| 2018.4.2  | 2019.3.29  | 上野透         | 上野透        | 上野透        | 上野透        | 柴田泰佳          | 柴田泰佳          | 柳川明子            | 柳川明子            | 数家直樹                 | 数家直樹                 | 武道優美子 | （不在）       | （不在）        | 中島凪     |
| 2019.4.1  | 2021.3.26  | 上野透         | 上野透        | 網谷辰海      | 網谷辰海      | 柴田泰佳          | 柴田泰佳          | 山下千晴            | 山下千晴            | 数家直樹                 | 数家直樹                 | 武道優美子 | （不在）       | （不在）        | 中島凪     |
| 2021.3.29 | 2022.4.1   | 網谷辰海       | 網谷辰海      | （不在）      | （不在）      | 柴田泰佳          | 柴田泰佳          | 小林淳子 柳川明子   | 小林淳子 柳川明子   | 数家直樹                 | 数家直樹                 | 武道優美子 | （不在）       | （不在）        | 中島凪     |
| 2022.4.4  | 2022.9.30  | （不在）       | （不在）      | （不在）      | （不在）      | 柴田泰佳 森本千瑛 | 柴田泰佳 森本千瑛 | 柳川明子 粟島佳奈子 | 柳川明子 粟島佳奈子 | 岡田亮平                 | 数家直樹                 | 武道優美子 | （不在）       | （不在）        | 網谷辰海   |
| 2022.10.3 | 2023.3.31  | 南歩薫         | 南歩薫        | 佐伯翔太      | 佐伯翔太      | 柴田泰佳          | 柴田泰佳          | 柳川明子            | 柳川明子            | 岡田亮平                 | 数家直樹                 | 武道優美子 | （不在）       | （不在）        | 網谷辰海   |
| 2023.4.3  | 2024.3.29  | 佐伯翔太       | 南歩薫        | 南歩薫        | 佐伯翔太      | 森本千瑛          | 柴田泰佳          | 柴田泰佳            | 森本千瑛            | 岡田亮平                 | 数家直樹                 | 武道優美子 | （不在）       | （不在）        | 網谷辰海   |
| 2024.4.1  | 現在       | 上野透         | 上野透 南歩薫 | 上野透 南歩薫 | 上野透 南歩薫 | 柴田泰佳 平百恵   | 森本千瑛          | 平百恵              | 森本千瑛            | 上野透 網谷辰海 佐伯翔太 | 上野透 網谷辰海 佐伯翔太 | 武道優美子 | （不在）       | （不在）        | （不在）   |

中継
- 相本芳彦
- 山村美樹
- 栂安亜紀[8]
- 百瀬由璃絵
- 庄司幸寛
  - 上野アナが高校サッカー取材・中継等で不在の場合は、ピンチヒッターを務めていた。
- 柳川明子（2019年4月4日 - 2022年3月30日）
- 山下千晴（2020年4月1日 - 2022年4月1日）

## 放送内容

### 主なコーナー

#### 15時・16時台
- いっちゃん☆アンケート
  - 視聴者参加型クイズ。原則として毎日放送する。月曜～木曜はKNBアプリの番組参加画面から、金曜日はハガキでエントリーする[9]。ちなみに、初回放送におけるこのコーナーで、当選者抽選時にコンピューターによる抽選ルーレットがなかなか止まらないハプニングが起き、この模様が後に日本テレビの特番『ズームイン!!SUPER NG投稿ビデオ大賞スペシャル』で全国放送された
- news every.（日本テレビ発）
  - 第1部は2022年4月の放送時間拡大時からネット開始、15:50 - 16:00頃まで同時部分ネット。第2部は開始当初から（関東ローカルの天気を除いて）フルネット。
- きょうの特集
- 聞いてほしいが～ラジオの話
  - 2020年4月16日放送分より「ラジオもいっちゃん！」として開始[10]。KNBラジオとのコラボレーション企画。ラジオ第3スタジオからパーソナリティが今日の話題を伝える。

月曜日
- いっちゃん☆メディコ
- いっちゃん☆食堂

火曜日
- 富山の旨い店リレー テッパン☆LIVE
- ハマり飯

水曜日
- LIVEで☆学びまショー
- かいこと ～高原兄のわらしべ長者の旅～

木曜日
- まち☆LIVE
  - 富山市中心部から生中継している。
- 得LABO（2021年4月1日放送分より[11]）

金曜日
- ランキング☆LIVE
- 全国おとりよせファイル

不定期放送
- ココロエ
- いっちゃん☆ピープル

#### 18時台
火曜日
- 旬景とやま

木曜日
- 北陸3県イイトコどり～

金曜日
- 金曜ジャーナル
- 金曜ピープル

など

### 過去の主なコーナー
16時台
- いっちゃん☆クイズ
- いっちゃん☆ごはん
- いっちゃん☆まちなかWhich?!
- いっちゃん☆リレー
- いっちゃん☆ママ
- いっちゃん☆LIVE
- いっちゃん☆スポーツ
- いっちゃん♪Show学校
- ツクル、ミラクル。 とやまスグレモノ☆図鑑
- ツクル、工房
- テレビが伝えた昭和のとやま
- いっちゃん☆ガーデン（月曜日放送）
- 駅前☆ルーレット
  - 富山駅前から視聴者に参加してもらい3つのお題があり参加者がルーレットを回しルーレットが止まったお題をする。フリーに止まれば3つのお題の中から好きなお題を選べる。スタジオのMC2人が何問当てられたかで5問以上で3000円分の商品券、10問以上で5000円分の商品券がもらえる。
- 出張☆ルーレット
- 駅前トレンドウォッチング
- KNBアナリレー中継 とりあえず☆イッテみよ～!!
- くちこみ☆TOYAMAP
- まちなか☆HIT SNAP
- いっちゃん♪Showa学校
- いっちゃん☆カンパニー
- いっちゃん☆マネー
- まちぶら☆1ch
- いっちゃん☆天気
- いっちゃん☆リレー絵本
- 庄司のドーデSHOW
- いっちゃん☆どこでも中継
- いっちゃん☆ゴールデン中継
- アウトレンド☆NAVI - 三井アウトレットパーク北陸小矢部から生中継していた。
- 最旬☆まちなかスタイル
- 駅前☆ウォッチング か・どんな人け?
- ちょいテク
- 池田聡の美魔女Lesson（毎月1回放送）
- 新・美魔女Lesson
- オカンの味を巡る旅
- キャッチ!富山ブランド
- 旅とも（毎月1回放送）
- あつし!とやま賢人録
- 山崎食堂
- 火曜LIVE
- 水曜LIVE
- 金曜LIVE

不定期放送
- 富山の旨い店リレー ガチメシ（ゼロいちで放送されたものを再放送していた。）
- いっちゃん☆いまじん
- エチューにおしえて - マスコットキャラクターのエチューが幼稚園・保育園児にインタビューする企画。

18時台
- いっちゃん☆NAVI（曜日ごとの日替わりコーナー）
  - 月曜日：マーケット情報（『KNB Newsリアルタイム サンデー』からの引き継ぎ・富山県の証券会社4社の担当者が週代わりで担当）
  - 火曜日：ものしりナビ → モノ知り図鑑
  - 水曜日：健康ナビ
  - 木曜日：ニュースなコトバ

など

## 使用曲
オープニングテーマ
Tomomi「いつも、いっちゃん!」

## 番組のコラボレーション
- 富山民放3局共同キャンペーン テレビはイ・ロ・ハ!?のPRを兼ねて、2013年1月25日に富山テレビのYouドキッ!たいむとチューリップテレビのN6とコラボ生中継を行った。

## 関連番組
- ちょこミラ - 兄弟番組。本番組のコーナーの再放送やアンコール放送をしている。